# Dryophytes walkeri
Dryophytes walkeri is een kikker uit de familie boomkikkers (Hylidae). De soort werd voor het eerst wetenschappelijk beschreven door Laurence Cooper Stuart in 1954. Oorspronkelijk werd de wetenschappelijke naam Hyla walkeri gebruikt.

## Verspreiding en leefgebied
Deze soort komt voor in delen van Midden-Amerika en leeft in de landen Guatemala en Mexico.